# Rally Cañete de 2013
El Rally Cañete de 2013 fue la tercera fecha del campeonato regional Rally NACAM y del Campeonato Peruano de Rally y la cuarta del Campeonato de Rally ACP. Se efectuó los días 20 y 21 de julio de 2013 en la ciudad peruana de San Vicente de Cañete, en la provincia de Cañete. Cincuenta y tres tripulaciones participaron en la prueba. Tuvo un recorrido total de 361 km, de los cuales 134 fueron cronometrados y divididos en 8 tramos.
La prueba general fue ganada por el peruano Juan Abuid, seguido de sus compatriotas Jorge Martínez y Raúl Velit en el segundo y tercer lugares, respectivamente. La prueba NACAM fue ganada por Jorge Martínez, con José Luis Tomassini en la segunda posición y Alejandro Lombardo en la tercera. Con el resultado, Lombardo se colocó al frente del campeonato NACAM.

## Desarrollo
El primer día de la prueba concluyó con el piloto venezolano Alejandro Lombardo en el liderato, después de una jornada marcada por dificultades mecánicas para algunos de los pilotos, como fue el caso del mexicano Ricardo Triviño, cuyo automóvil presentó problemas eléctricos, mientras que el costarricense Andrés Molina tuvo problemas en la dirección; así mismo, el venezolano Carlos García tuvo un accidente en una etapa de tránsito al chocar contra una roca encubierta, que rompió la suspensión delantera derecha de su automóvil.

## Itinerario
| Día              | Tramo | Nombre                 | Distancia | Hora  | Ganador | Tiempo | Veloc. media | Líder rally |
| ---------------- | ----- | ---------------------- | --------- | ----- | ------- | ------ | ------------ | ----------- |
| Día 1 sábado 20  | TC1   | Asia                   | 19,0 km   | 11:00 |         |        |              |             |
| Día 1 sábado 20  | TC2   | Panamericana Antigua   | 22,0 km   | 11:28 |         |        |              |             |
| Día 1 sábado 20  | TC3   | Asia 2                 | 19,00 km  | 14:01 |         |        |              |             |
| Día 1 sábado 20  | TC4   | Panamericana Antigua 2 | 22,0 km   | 14:29 |         |        |              |             |
| Día 2 domingo 21 | TC5   | Quilmana               | 14,0 km   | 10:00 |         |        |              |             |
| Día 2 domingo 21 | TC6   | Cerro Azul             | 12,0 km   | 10:28 |         |        |              |             |
| Día 2 domingo 21 | TC7   | Quilmana 2             | 14,0 km   | 12:01 |         |        |              |             |
| Día 2 domingo 21 | TC8   | Cerro Azul 2           | 12,0 km   | 12:29 |         |        |              |             |
| Fuentes          |       |                        |           |       |         |        |              |             |

## Clasificación final
| Pos.               | Piloto             | Copiloto              | Automóvil                | Tiempo    | Diferencia | Vel. media | Puntos  |
| General            | General            | General               | General                  | General   | General    | General    | General |
| ------------------ | ------------------ | --------------------- | ------------------------ | --------- | ---------- | ---------- | ------- |
| 1.                 | Juan Abuid         | Francisco Pardo       | Mitsubishi Lancer Evo IX | 1:23:16.0 | 0.00       | 96.6 kp/h  |         |
| 2.                 | Jorge Martínez     | Eduardo Aservi        | Subaru Impreza STI       | 1:25:52.5 | +2:36.5    | 93.6 kp/h  |         |
| 3.                 | Raúl Velit         | Julio Echazu          | Suzuki SX4               | 1:26:31.3 | +3:15.3    | 92.9 kp/h  |         |
| 4.                 | José L. Tommasini  | Juan Pedro Cilloniz   | Mitsubishi Lancer Evo IX | 1:26:42.8 | +3:26.8    | 92.7 kp/h  |         |
| 5.                 | Freundt Alayza     | Francisco Luis-Loreto | Toyota Corolla           | 1:28:36.4 | +5:20.4    | 90.7 kp/h  |         |
| 6.                 | Alejandro Lombardo | Miguel Alvarado       | Mitsubishi Lancer Evo IX | 1:28:54.8 | +5:38.8    | 90.4 kp/h  |         |
| 7.                 | Carlos Izquierdo   | Guillermo Izquierdo   | Mitsubishi Lancer Evo IX | 1:30:51.6 | +7:35.6    | 88.5 kp/h  |         |
| 8.                 | Alfredo Lira       | Diego Barco           | Mitsubishi Lancer Evo X  | 1:31:15.8 | +7:59.8    | 88.1 kp/h  |         |
| 9.                 | Ian Sierlecki      | Juan Carlos Cornejo   | Joyner Tubular           | 1:32:37.8 | +9:21.8    | 86.8 kp/h  |         |
| 10.                | Ricardo Triviño    | Alex Haro             | Mitsubishi Lancer Evo X  | 1:32:54.0 | +9:38.0    | 86.5 kp/h  |         |
| NACAM              |                    |                       |                          |           |            |            |         |
| 1.(2.)             | Jorge Martínez     | Eduardo Aservi        | Subaru Impreza STI       | 1:25:52.5 | +2:36.5    | 93.6 kp/h  | -       |
| 2.(4.)             | José L. Tommasini  | Juan Pedro Cilloniz   | Mitsubishi Lancer Evo IX | 1:26:42.8 | +3:26.8    | 92.7 kp/h  | -       |
| 3.(6.)             | Alejandro Lombardo | Miguel Alvarado       | Mitsubishi Lancer Evo IX | 1:28:54.8 | +5:38.8    | 90.4 kp/h  | 25      |
| 4.(7.)             | Carlos Izquierdo   | Guillermo Izquierdo   | Mitsubishi Lancer Evo IX | 1:30:51.6 | +7:35.6    | 88.5 kp/h  | 18      |
| 5.(10.)            | Ricardo Triviño    | Alex Haro             | Mitsubishi Lancer Evo X  | 1:32:54.0 | +9:38.0    | 86.5 kp/h  | 15      |
| Campeonato peruano |                    |                       |                          |           |            |            |         |
| 1.                 | Juan Abuid         | Francisco Pardo       | Mitsubishi Lancer Evo IX | 1:23:16.0 | 0.00       | 96.6 kp/h  |         |
| 2.                 | Jorge Martínez     | Eduardo Aservi        | Subaru Impreza STI       | 1:25:52.5 | +2:36.5    | 93.6 kp/h  |         |
| 3.                 | Raúl Velit         | Julio Echazu          | Suzuki SX4               | 1:26:31.3 | +3:15.3    | 92.9 kp/h  |         |
| 4.                 | José L. Tommasini  | Juan Pedro Cilloniz   | Mitsubishi Lancer Evo IX | 1:26:42.8 | +3:26.8    | 92.7 kp/h  |         |
| 5.                 | Freundt Alayza     | Francisco Luis-Loreto | Toyota Corolla           | 1:28:36.4 | +5:20.4    | 90.7 kp/h  |         |
| Fuentes            |                    |                       |                          |           |            |            |         |

| Predecesor: Costa del Pacífico 2013 | NACAM 2013 | Sucesor: Picos del Sicuara 2013 |